# Crypthelia
Crypthelia är ett släkte av nässeldjur. Crypthelia ingår i familjen Stylasteridae.

## Dottertaxa tillCrypthelia, i alfabetisk ordning[1]
- Crypthelia affinis
- Crypthelia balia
- Crypthelia clausa
- Crypthelia cryptotrema
- Crypthelia curvata
- Crypthelia cymas
- Crypthelia dactylopoma
- Crypthelia eueides
- Crypthelia floridana
- Crypthelia formosa
- Crypthelia fragilis
- Crypthelia gigantea
- Crypthelia glebulenta
- Crypthelia glossopoma
- Crypthelia insolita
- Crypthelia japonica
- Crypthelia lacunosa
- Crypthelia medioatlantica
- Crypthelia micropoma
- Crypthelia papillosa
- Crypthelia peircei
- Crypthelia platypoma
- Crypthelia polypoma
- Crypthelia pudica
- Crypthelia ramosa
- Crypthelia robusta
- Crypthelia stenopoma
- Crypthelia studeri
- Crypthelia tenuiseptata
- Crypthelia trophostega
- Crypthelia vascomarquesi